# 웨이하이한국학교
웨이하이한국학교(중국어 간체자: 威海韩国学校, 정체자: 威海韓國學校)는 한국의 교육부와 중국정부의 승인을 받아서 중국에 설립한 학교로 한국의 초중등교육법에 의한 교육과정을 운영하고 있다.  이 학교에서 공부한 학생들은 한국에서 그 학력을 모두 인정 받는다. 중화인민공화국 산둥성 웨이하이 시에 있는 한국학교이다. 현재 초등학교부터 고등학교까지의 과정을 운영하고 있다.

## 연혁
- 2018년 3월 5일 : 개교[1]